# Verbandsgemeinde Selters (Westerwald)

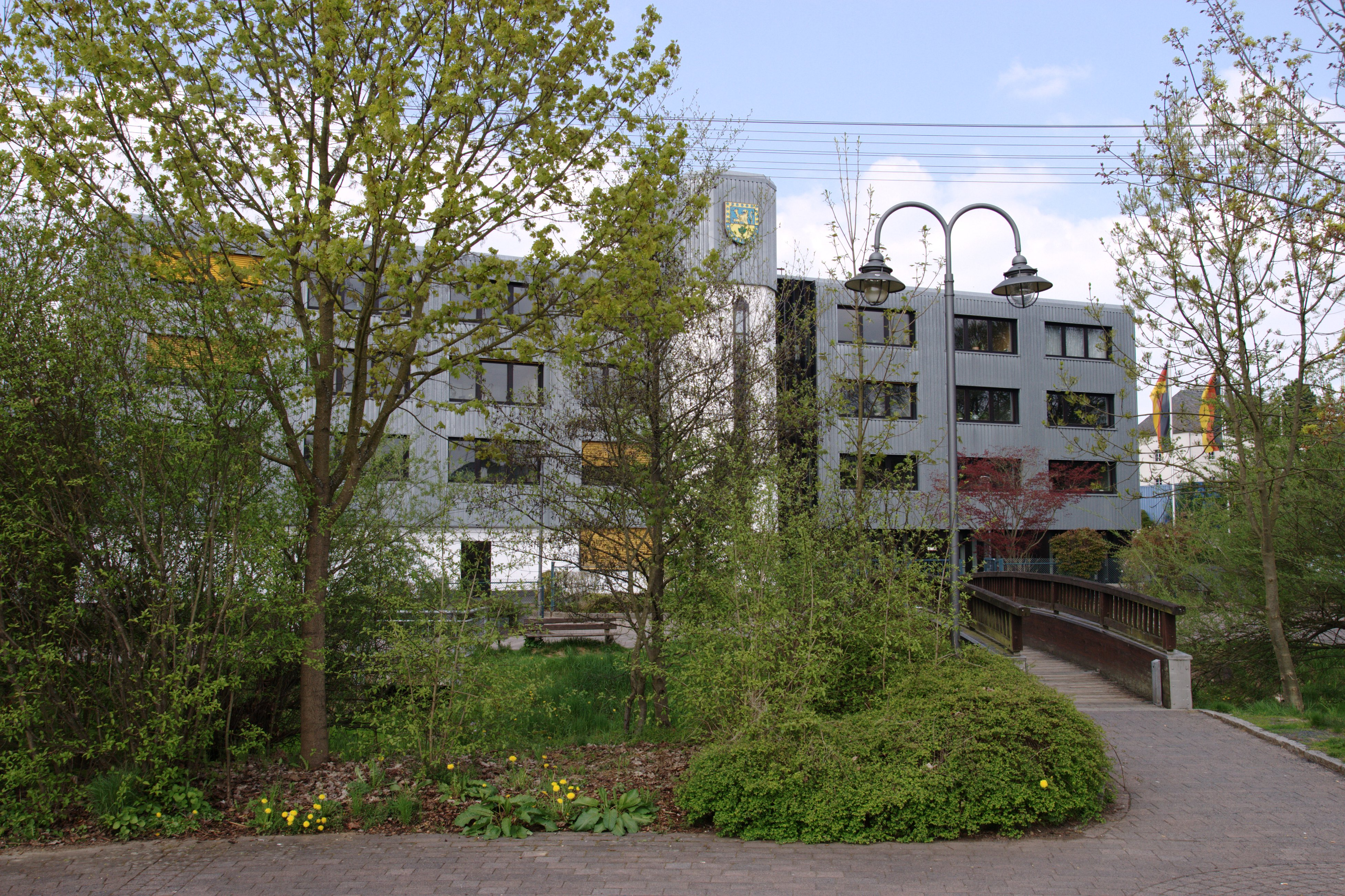
Verbandsgemeindeverwaltung in Selters

Die Verbandsgemeinde Selters (Westerwald) ist eine Gebietskörperschaft in der Rechtsform einer Verbandsgemeinde im Westerwaldkreis in Rheinland-Pfalz. Der Verbandsgemeinde gehören die Stadt Selters (Westerwald) sowie 20 weitere Ortsgemeinden an, der Verwaltungssitz ist in der namensgebenden Stadt Selters (Westerwald).

## Verbandsangehörige Gemeinden
| Ortsgemeinde, Stadt                   | Fläche (km²) | Einwohner |
| ------------------------------------- | ------------ | --------- |
| Ellenhausen                           | 1,90         | 316       |
| Ewighausen                            | 2,54         | 244       |
| Freilingen                            | 3,68         | 707       |
| Freirachdorf                          | 4,28         | 726       |
| Goddert                               | 2,39         | 446       |
| Hartenfels                            | 8,18         | 771       |
| Herschbach                            | 15,73        | 3.069     |
| Krümmel                               | 2,20         | 304       |
| Marienrachdorf                        | 5,03         | 1.020     |
| Maroth                                | 3,43         | 241       |
| Maxsain                               | 13,51        | 1.067     |
| Nordhofen                             | 3,86         | 533       |
| Quirnbach                             | 3,09         | 483       |
| Rückeroth                             | 3,47         | 471       |
| Schenkelberg                          | 3,51         | 652       |
| Selters (Westerwald), Stadt           | 8,72         | 3.014     |
| Sessenhausen                          | 5,47         | 876       |
| Steinen                               | 4,20         | 233       |
| Vielbach                              | 4,53         | 525       |
| Weidenhahn                            | 3,23         | 562       |
| Wölferlingen                          | 8,24         | 475       |
| Verbandsgemeinde Selters (Westerwald) | 111,21       | 16.735    |

(Einwohner am 31. Dezember 2023)

## Geschichte
Die Verbandsgemeinde wurde auf Grundlage des Zwölften Landesgesetzes über die Verwaltungsvereinfachung im Lande Rheinland-Pfalz vom 1. März 1972 am 22. April 1972 neu gebildet.

## Bevölkerungsentwicklung
Die Entwicklung der Einwohnerzahl bezogen auf das heutige Gebiet der Verbandsgemeinde Selters (Westerwald); die Werte von 1871 bis 1987 beruhen auf Volkszählungen:
| Jahr | Einwohner |
| 1815 | 6.442     |
| 1835 | 8.380     |
| 1871 | 8.118     |
| 1905 | 8.509     |
| 1939 | 9.618     |
| 1950 | 10.637    |

| Jahr | Einwohner |
| 1961 | 10.836    |
| 1970 | 11.949    |
| 1987 | 12.894    |
| 1997 | 15.942    |
| 2005 | 16.844    |
| 2023 | 16.735    |

### Religion
Der Rückgang bei der Religionszugehörigkeit setzte sich unverändert in Kalenderjahr 2020 fort. Die Anzahl der Katholiken senkte sich um 0,22 Prozent auf 6.339, was einen Gesamtanteil von 38,8 Prozent der Einwohner ausmacht. Bei der evangelischen Kirche ist der Anteil um 0,12 Prozent auf 4.385 Personen gefallen. Dies entspricht einem Prozentsatz von 26,8 Prozent. Die Zahl der Konfessionslosen stieg um 0,9 Prozent auf 4.569 (entspricht 28 Prozent) an.

## Politik

### Verbandsgemeinderat
Der Verbandsgemeinderat Selters (Westerwald) besteht aus 32 ehrenamtlichen Ratsmitgliedern, die bei der Kommunalwahl am 9. Juni 2024 in einer personalisierten Verhältniswahl gewählt wurden, und dem hauptamtlichen Bürgermeister als Vorsitzendem.
Die Sitzverteilung im Verbandsgemeinderat:
| Wahljahr | SPD | CDU | Grüne | FDP | FWG | Sitze Gesamt |
| -------- | --- | --- | ----- | --- | --- | ------------ |
| 2024     | 5   | 11  | 2     | 2   | 12  | 32           |
| 2019     | 5   | 10  | 3     | 2   | 12  | 32           |
| 2014     | 7   | 12  | 2     | 1   | 10  | 32           |
| 2009     | 7   | 11  | 2     | 3   | 9   | 32           |
| 2004     | 7   | 13  | 1     | 2   | 9   | 32           |

- FWG = Freie Wählergruppe der Verbandsgemeinde Selters e. V.

### Bürgermeister
Oliver Götsch (parteilos) wurde am 15. März 2023 Bürgermeister der Verbandsgemeinde Selters. Am 2. Oktober 2022 war er im Zuge einer Stichwahl zum künftigen Bürgermeister gewählt worden, nachdem bei der Direktwahl am 18. September 2022 keiner der ursprünglich vier Bewerber eine ausreichende Mehrheit erreichen konnte.
Götschs Vorgänger Klaus Müller (FWG) hatte das Amt am 15. März 1999 übernommen. Bei der Direktwahl am 14. September 2014 wurde er ein zweites Mal mit einem Stimmenanteil von 91,5 % für weitere acht Jahre in seinem Amt bestätigt. Bei der Direktwahl im Jahr 2022 trat Müller nicht erneut an, seine Amtszeit endete am 14. März 2023.

### Wappen
Blasonierung: „Geteilt von Blau und Gold innerhalb eines geteilten, oben mit dreizehn, unten mit zehn Kugeln belegten Bordes, alles in verwechselten Farben, oben ein wachsender, rotbewehrter und rotgezungter goldener Löwe, unten drei grüne Eichenblätter aus einem grünen Trieb.“